# Hermacha grahami
Hermacha grahami is een spinnensoort in de taxonomische indeling van de bruine klapdeurspinnen (Nemesiidae).
Hermacha grahami werd in 1915 beschreven door Hewitt.